# Emunim

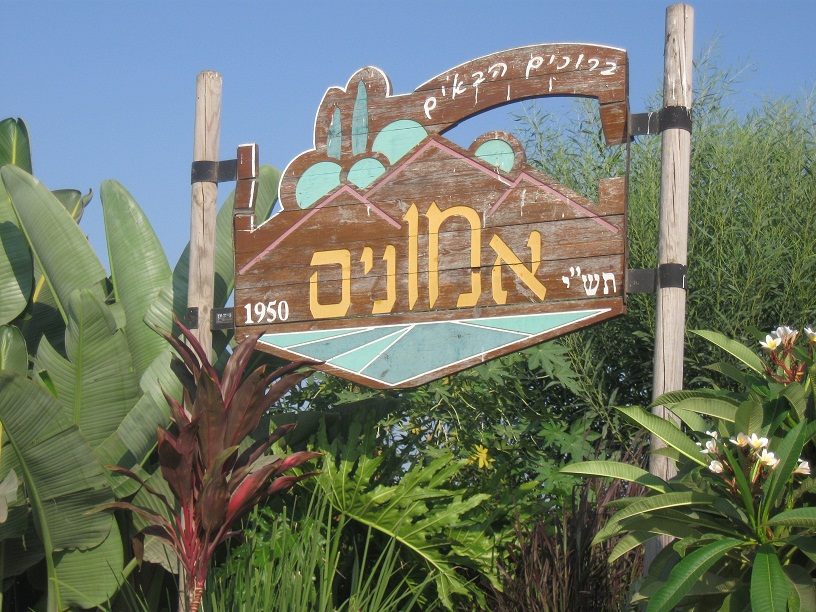
Emunim

Emunim (hebr. אמונים) – moszaw położony w samorządzie regionu Be’er Towijja, w Dystrykcie Południowym, w Izraelu.
Leży na nadmorskiej równinie w północno-zachodniej części pustyni Negew, w otoczeniu miasta Aszdod, moszawów Bet Ezra, Sede Uzzijjahu, Azrikam i Giwati, oraz wioski Ezer. Na wschód od moszawu znajduje się baza wojskowa Sił Obronnych Izraela.

## Historia
Moszaw został założony w 1950 przez żydowskich imigrantów z Egiptu. Nazwa nawiązuje do wersetu Księgi Psalmów 12:2

Wybaw Panie, gdyż zabrakło pobożnych i nie ma już wiernych wśród ludzi.

## Gospodarka
Gospodarka moszawu opiera się na intensywnym rolnictwie, uprawach warzyw w szklarniach, oraz hodowli zwierząt.
Firma Shvavim Ltd. produkuje różnorodne urządzenia dla potrzeb przemysłu. Al Soreg Ltd. produkuje systemy zabezpieczeń dla okien oraz ochronne ekrany. Spółka Katz Brothers Ltd. produkuje namioty, trybuny oraz bariery dla potrzeb imprez masowych.

## Edukacja
W moszawie znajduje się szkoła podstawowa Regavim.

## Kultura i sport
W moszawie jest ośrodek kultury i sportu, przy którym jest boisko do piłki nożnej oraz korty tenisowe.

## Komunikacja
Przez moszaw przebiega droga nr 3712 , którą jadąc na południe dojeżdża się do moszawu Giwati, a jadąc na północ dojeżdża się do drogi 3711 , którą jadąc na wschód dojedzie się do moszawów Sede Uzzijjahu i Azrikam, lub na zachód do drogi ekspresowej nr 4  (Erez-Kefar Rosz ha-Nikra). Z moszawu wychodzi w kierunku południowym lokalna droga, która prowadzi do wioski Ezer.